# Alby Cullaz
Alby Cullaz (* 25. Juni 1941; † 8. Februar 1998) war ein französischer Jazz-Kontrabassist.
Cullaz, der Sohn des Jazz-Musikkritikers und früheren Präsidenten der französischen Jazz-Akademie Maurice Cullaz („Smoothie“) und Bruder des Gitarristen Pierre Cullaz arbeitete viele Jahre mit Christian Vander zusammen und war Mitglied des Trios Alby Cullaz – Michel Graillier – Simon Goubert. 1973 erhielt er den Prix Django Reinhardt. Des Weiteren arbeitete er mit Joe Albany, Johnny Griffin, Jean-Luc Ponty, Aldo Romano, Michel Graillier, Hank Mobley, René Thomas, Dizzy Gillespie, Eddy Louiss, Art Taylor, Dexter Gordon, Kenny Clarke, Guy Lafitte, François Chassagnite, André Condouant und Raymond Fol. 1972 wurde er mit dem Preis der Django Reinhardt Akademie ausgezeichnet.

## Diskographie
- Hank Mobley: Flip, 1969
- Jacques & Micheline Pelzer Quartet: Song for Rene, 1975
- René Urtreger: Recidive, 1978
- Steve Grossman: Reflections, 1990
- Chet Baker: Plays It Cool, 2000

## Lexigraphischer Eintrag
- Leonard Feather, Ira Gitler: The Biographical Encyclopedia of Jazz. Oxford University Press, New York 1999, ISBN 0-19-532000-X.

| Personendaten    | Personendaten                    |
| ---------------- | -------------------------------- |
| NAME             | Cullaz, Alby                     |
| KURZBESCHREIBUNG | französischer Jazz-Kontrabassist |
| GEBURTSDATUM     | 25. Juni 1941                    |
| STERBEDATUM      | 8. Februar 1998                  |